# Claire Vaive
Pour les articles homonymes, voir Vaive.
Claire Vaive, née le 6 mars 1940 à Hull, est une enseignante et femme politique québécoise, députée de Chapleau à l'Assemblée nationale du Québec sous la bannière du Parti libéral du Québec des élections de 1994 aux élections générales québécoises de 1998, dans le contexte desquelles elle ne se représente pas.

## Biographie

### Jeunesse
Claire Vaive naît à Hull de René Vaive et de Fleurette Charron. En 1969, elle obtient un diplôme d'études pédagogiques en commerce-secrétariat, puis en 1978, puis un diplôme d'enseignement des matières administratives et commerciales de l'Université du Québec à Hull.
Elle est enseignante en commerce-secrétariat dans la Commission scolaire régionale de l'Outaouais de 1965 à 1987, puis à la Commission scolaire des Draveurs après 1987. 

### Carrière politique
En 1983, Vaive est élue conseillère municipale de la ville de Gatineau, poste qu'elle occupe jusqu'en 1994. Elle est alors la première femme à occuper ce poste. C'est lors des élections provinciales de cette année que l'enseignante est élue dans la circonscription de Chapleau, qui comprend une partie de la ville de Gatineau, devenant la première députée du parti libéral élue dans l'Outaouais,. 
De 1987 à 1994, elle est présidente de la Commission de planification et d'aménagement de la Communauté urbaine de l'Outaouais. Entre 1992 et 1994, elle est membre du conseil exécutif du Conseil régional de développement de l'Outaouais et est membre du réseau des femmes d'affaires et professionnelles de l'Outaouais de 1987 à 1992. De janvier 1991 à 1994, elle prend part au Conseil du statut de la femme du Québec et devient présidente des campagnes de financement du Centre d'hébergement Vigi de l'Outaouais en 1999. Elle occupe des postes d'administration dans plusieurs institutions locales comme le CLSC et CHSLD de Gatineau, le Syndicat des copropriétaires des condos Centre-ville II, la Fondation des aînés de l'Outaouais, ou encore la résidence Hébergevac-Desjardins,.
À partir de décembre 2004, elle représente le Parti libéral du Canada à l'exécutif et à la Commission des aînés pour l'Outaouais.

### Après la vie politique
Claire Vaive reste impliquée après la politique dans l'administration locale et est engagée dans le milieu communautaire. Elle cofonde notamment en 1998 le Festival de montgolfières de Gatineau et permet la création de nombreux espaces publics. Elle ouvre aussi la première résidence pour retraités autonomes et semi-autonomes à Gatineau.
En 1999, elle reçoit une distinction pour ses 25 ans de service en éducation par le ministre Claude Ryan. Elle est récipiendaire, en 2005, de la Médaille de l'Assemblée nationale. En 2011, c'est au tour du prix du Mérite communautaire de lui être accordé, par la Fondation pour les Aînées de l’Outaouais. En 2012, l'ancienne députée reçoit le prix Jean Boileau pour sa contribution au développement du festival de montgolfières. En 2014, elle reçoit la Médaille Gérard-Lesage de l'Université du Québec en Outaouais,.

## Résultats électoraux
|                                                                                               | Nom                 | Parti           | Nombre de voix | %      | Maj.   |
| --------------------------------------------------------------------------------------------- | ------------------- | --------------- | -------------- | ------ | ------ |
|                                                                                               | Claire Vaive        | Libéral         | 25 181         | 63,3 % | 12 618 |
|                                                                                               | Jocelyne Gadbois    | Parti québécois | 12 563         | 31,6 % | -      |
|                                                                                               | Steve Fortin        | NPD Québec      | 984            | 2,5 %  | -      |
|                                                                                               | Alain Lafortune     | Parti citron    | 618            | 1,6 %  | -      |
|                                                                                               | Marie-Thérèse Nault | Loi naturelle   | 222            | 0,6 %  | -      |
|                                                                                               | Jean-Pierre Winter  | Indépendant     | 219            | 0,6 %  | -      |
| Total                                                                                         | Total               | Total           | 39 787         | 100 %  |        |
| Le taux de participation lors de l'élection était de 74,6 % et 519 bulletins ont été rejetés. |                     |                 |                |        |        |